# Mauressargues
Mauressargues település Franciaországban, Gard megyében. Lakosainak száma 177 fő (2022. január 1.). Mauressargues Aigremont, Domessargues, Saint-Geniès-de-Malgoirès és Montagnac községekkel határos.

## Népesség
A település népességének változása:
| Lakosok száma | 95   | 98   | 95   | 133  | 155  | 151  | 158  | 170  | 171  | 177  |
|               | 1968 | 1982 | 1990 | 2006 | 2013 | 2015 | 2017 | 2019 | 2020 | 2022 |